# ヴィッラータ
ヴィッラータ（伊: Villata）は、イタリア共和国ピエモンテ州ヴェルチェッリ県にある、人口約1,600人の基礎自治体（コムーネ）。

## 地理

### 位置・広がり
| 隣接するコムーネは以下の通り。括弧内のNOはノヴァーラ県所属を示す。 - ボルゴ・ヴェルチェッリ - カレザナブロト - カザルヴォローネ (NO) - オルデニーコ - サン・ナッツァーロ・セージア (NO) - ヴェルチェッリ |